# Matteo Mazzantini
(Matteo Mazzantini, 2003)
Matteo Mazzantini (Livorno, 24 ottobre 1976) è un allenatore di rugby a 15, dirigente sportivo ed ex rugbista a 15 italiano, in carriera attivo nel ruolo di mediano di mischia, vincitore di tre scudetti con il Benetton e 9 volte internazionale per l'Italia.
Dal 2022 è commissario tecnico della nazionale italiana Seven.

## Biografia
Figlio di Franco (nazionale negli anni sessanta), Matteo Mazzantini esordì nel rugby professionistico con il Benetton; passato a L’Aquila, si guadagnò la prima convocazione in nazionale sotto la gestione Johnstone, nell'incontro d'apertura del Sei Nazioni 2000, che vide l'esordio assoluto dell'Italia nella competizione e anche la sua prima vittoria, contro la Scozia per 34-20; poco dopo raggiunse la finale di campionato 1999-2000 (poi persa contro il Rugby Roma).
Presente anche ai Sei Nazioni dal 2001 al 2003 con 5 presenze collettive, Mazzantini fu convocato anche per la Coppa del Mondo di rugby 2003 in Australia, torneo nel quale disputò due incontri, con Nuova Zelanda e Canada.
Durante l'avventura della spedizione azzurra in quell'edizione della Coppa del Mondo Mazzantini curò una rubrica quotidiana sulla Gazzetta dello Sport dal titolo «Una gita da mediano».
L'incontro con il Canada fu l'ultimo in maglia azzurra.
Dopo 3 anni a Viadana, Mazzantini militò nel GRAN Parma e a maggio 2008 subì una squalifica di 7 mesi per essere stato ritenuto responsabile di aver morso un avversario del Rovigo in Coppa Italia, circostanza sempre smentita dallo stesso Mazzantini che presentò ricorso avverso la squalifica.
Dopo la fine della carriera con Livorno, divenne allenatore e direttore tecnico del club della sua città.
Successivamente ha ricoperto incarichi federali sia a livello locale che nazionale; il più recente, conferitogli nel settembre 2022, è quello di commissario tecnico dell'Italseven, la nazionale maschile di rugby a VII.
È sposato con Elisa Facchini, già tre quarti ala delle Red Panthers, la femminile del Benetton, e anch'essa internazionale per l'Italia.

## Palmarès
- Campionati italiani: 3
Benetton: 1996-97, 1997-98, 2000-01
- Coppe Italia: 1
Benetton: 1997-98